# Клад из Карамболо
Клад из Карамболо — собрание золотых и керамических изделий, созданных ремесленниками тартессийской культуры, обнаруженное в горах Карамболо, муниципалитет Камас, в трёх километрах от Севильи, вблизи шоссе, разделяющего районы Уэльва и Мерида.

## Севильская статуя Астарты
Считается, что украшения клада были созданы тартессийскими мастерами, однако сомнение вызывает найденная среди прочих предметов небольшая медная фигурка Астарты, финикийской богини. Постамент статуи содержит посвятительную надпись Баалиатона и его брата Абдубаала, сыновей Дамелка, на финикийском языке.

## Галерея
- Копия изделий из Карамбольского клада
- Пектораль
- Браслет
- Пектораль
- Шейное украшение